# Liste der Mitglieder der American Academy of Arts and Sciences/1973
Im Jahr 1973 wählte die American Academy of Arts and Sciences („Amerikanische Akademie der Künste und Wissenschaften“) 126 Personen zu ihren Mitgliedern.

## Neu gewählte Mitglieder
- Daniel Aaron (1912–2016)
- Robert Heinz Abeles (1926–2000)
- Keiiti Aki (1930–2005)
- Josef Albers (1888–1976)
- Edward Anders (1926–2025)
- Karl Frank Austen (1928–2023)
- Mary Ellen Avery (1927–2011)
- Jonas Alexander Barish (1922–1998)
- Harry Beevers (1924–2004)
- Adriaan Blaauw (1914–2010)
- Dwight Le Merton Bolinger (1907–1992)
- William Gordon Bowen (1933–2016)
- Eugene Braunwald (* 1929)
- Kenneth Merle Brinkhous (1908–2000)
- Robert Minge Brown (1911–1994)
- Solomon Jan Buchsbaum (1929–1993)
- Donald Thomas Campbell (1916–1996)
- John Warcup Cornforth (1917–2013)
- Adelaide M. Cromwell (1919–2019)
- James Edwin Darnell (* 1930)
- Donald Alfred Davie (1922–1995)
- Carl Neumann Degler (1921–2014)
- Paul Adolph Michel de Man (1919–1983)
- Jared Mason Diamond (* 1937)
- Walter Maurice Elsasser (1904–1991)
- Guido Fanconi (1892–1979)
- Ronald Freedman (1917–2007)
- Lars Gårding (1919–2014)
- Eugenio Garin (1909–2004)
- Eugene Dominick Genovese (1930–2012)
- Nicholas Georgescu-Roegen (1906–1994)
- Peter Martin Goldreich (* 1939)
- Ralph Edward Gomory (* 1929)
- Leo A. Goodman (1928–2020)
- Oleg Grabar (1929–2011)
- Hanna Holborn Gray (* 1930)
- Joseph Harold Greenberg (1915–2001)
- Vladimir Naumovich Gribov (1930–1997)
- Gerald Gunther (1927–2002)
- James Moody Gustafson (1925–2021)
- Garrett James Hardin (1915–2003)
- Evelyn Byrd Harrison (1920–2012)
- John Hawkes (1925–1998)
- Christopher Hill (1912–2003)
- Gertrude Himmelfarb (1922–2019)
- Charles Francis Hockett (1916–2000)
- Irving Howe (1920–1993)
- Ruth Hubbard (1924–2016)
- Pavle Ivić (1924–1999)
- Marius Berthus Jansen (1922–2000)
- Roy Harris Jenkins (1920–2003)
- Kenneth Alan Johnson (1931–1999)
- Robert Thomas Jones (1910–1999)
- Percy Lavon Julian (1899–1975)
- James Collyer Keck (1924–2010)
- Joseph Wilfred Kerman (1924–2014)
- Daniel J. Kleitman (* 1934)
- Donald Ervin Knuth (* 1938)
- Bessel Kok (1918–1979)
- William Henry Kruskal (1919–2005)
- Ryōgo Kubo (1920–1995)
- Israel Robert Lehman (* 1924)
- Edward Elias Lowinsky (1908–1985)
- Erik Filip Lundberg (1907–1987)
- Maurice Mandelbaum (1908–1987)
- Rudolph Arthur Marcus (* 1923)
- Mary McCarthy (1912–1989)
- Bernard David Meltzer (1914–2007)
- Arthur Mendel (1905–1979)
- Olivier Messiaen (1908–1992)
- Lloyd Appleton Metzler (1913–1980)
- John Wilder Miles (1920–2008)
- Andrei Sergeevich Monin (1921–2007)
- Calvin Cooper Moore (1936–2023)
- John Emery Murdoch (1927–2010)
- Kōji Nakanishi (1925–2019)
- Yōichirō Nambu (1921–2015)
- Louise Berliawsky Nevelson (1899–1988)
- Junzaburō Nishiwaki (1894–1982)
- Kazushi Ohkawa (1908–1993)
- Saburo Okita (1914–1993)
- Joseph Aaron Pechman (1918–1989)
- Gordon Hemenway Pettengill (1926–2021)
- George Wilson Pierson (1904–1993)
- Kenneth Lee Pike (1912–2000)
- John Collins Pope (1904–1997)
- Leon Radzinowicz (1906–1999)
- Alice Mitchell Rivlin (1931–2019)
- Rutherford Ness Robertson (1913–2001)
- Guy Rocher (* 1924)
- Miriam Louisa Rothschild (1908–2005)
- Richard Halworth Rovere (1915–1979)
- Alfred Sauvy (1898–1990)
- Israel Herbert Scheinberg (1919–2009)
- Bodil Mimi Schmidt-Nielsen (1918–2015)
- Charles Louis Seeger (1886–1979)
- Emilio Gino Segrè (1905–1989)
- William Hamilton Sewell (1909–2001)
- Harrison Shull (1923–2003)
- Richard Leon Sidman (1928–2024)
- Morton Smith (1915–1991)
- Benson Rowell Snyder (1923–2012)
- Herbert Alexander Sober (1918–1974)
- Mysore Narasimhachar Srinivas (1916–1999)
- William Campbell Steere (1907–1989)
- Michael George Parke Stoker (1918–2013)
- Paul Strand (1890–1976)
- Julian Munson Sturtevant (1908–2005)
- János Szentágothai (1912–1994)
- Howard Martin Temin (1934–1994)
- Torsten Teorell (1905–1994)
- Gordon Mayer Tomkins (1926–1975)
- Jocelyn Mary Catherine Toynbee (1897–1985)
- Sam Bard Treiman (1925–1999)
- Victor Witter Turner (1920–1983)
- Cyrus Roberts Vance (1917–2002)
- Cornelius Clarkson Vermeule (1925–2008)
- Kurt Vonnegut (1922–2007)
- Otto George von Simson (1912–1993)
- Calvert Ward Watkins (1933–2013)
- Cicely Veronica Wedgwood (1910–1997)
- Aaron Bernard Wildavsky (1930–1993)
- John Todd Wilson (1914–1990)
- Chien-Shiung Wu (1912–1997)
- Nur Osman Yalman (* 1931)
- Alejandro Cesar Zaffaroni (1923–2014)